# Richard Küchen
Richard Küchen (Bielefeld, 15 marzo 1898 – Ingolstadt, 5 ottobre 1974) è stato un ingegnere, progettista e imprenditore tedesco noto per la progettazione di motociclette e motori di motociclette.

## Biografia
Richard Küchen ebbe una educazione come meccanico e parallelamente frequentò scuole serali e conseguì la maturità. Nel 1912 iniziò a lavorare alla Westfalia Automobilwerke a Rheda-Wiedenbrück, poco dopo andò alla Hansa-Lloyd e nel 1915 divenne disegnatore alla Brown, Boveri & Cie di Mannheim. Dal 1916 divenne progettista alla Badische Maschinenfabrik in Mannheim e nel 1917 alla Schütte-Lanz, dove fabbricarono aeronavi per la forza aerea dell'Impero tedesco. Per non essere chiamato alla leva militare si immatricolò alla TH Darmstadt e studiò macchine. Nel frattempo conseguì il brevetto di pilotaggio.

## Progettazione di motori

### Tra le due guerre
Nel 1918 divenne libero professionista lavorando come autonomo nella progettazione di motori. Il primo motore progettato fu il „K-Motor“ raffreddato ad aria due tempi. Nel frattempo Küchen nel 1920 supera la prova come elettroinstallatore. Nel 1922 progetta il primo „K-Viertakter“ di 350 cm³ monocilindrico, alimentazione a olio delle valvole e aste bilancieri. Questo motore fu inizialmente a due valvole e successivamente a tre. Una variante del 350 cm³ a tre valvole detenne per un anno nel 1925 il record del mondo della categoria. Dal 1924 il K-Motor venne costruito da Schiele-Bruchsaler Industriewerke in Baden-Baden e dal 1927 dalla Maschinenbau-Gesellschaft Heilbronn.
La produzione a Heilbronn andò avanti, mentre Küchen nel 1931 andò alla Triumph di Norimberga. Dalla Triumph passò nello stesso anno alla Zündapp, assunto dal proprietario Neumeyer. Presto sviluppò tra gli altri un controcorrente motore a due tempi, il „Dreistromspülung“. La DKW riuscì a brevettare il sistema di motore e la Zündapp dovette pagare royalties per ogni motore prodotto: 6 Reichsmark. Per Zündapp sviluppa una serie completa con motori, esteticamente notevoli, da 200 a 800 cm³ in telaio stampato. Verso al fine del 1934 ebbe uno scontro con il direttore produzione Erich Zipperich e Richard Küchen lasciò la società, andando a lavorare alla concorrente DKW. Alla DKW ideò la serie NZ e la RT 125, ma anche la SS 250.
Nel 1936 si spostò alla Victoria.

### Durante la guerra
Così Küchen, come anche nella Grande Guerra, non fu chiamato a servire la patria, e nel 1937 divenne occupato presso la Zündapp. Fu impiegato nella progettazione della Wehrmachtsgespann Zündapp KS 750, con trazione dal lato carrozzina così come il sidecar analogo BMW. Inoltre fu occupato nella progettazione del "Kleinpanzer" Goliath.

### Dopoguerra

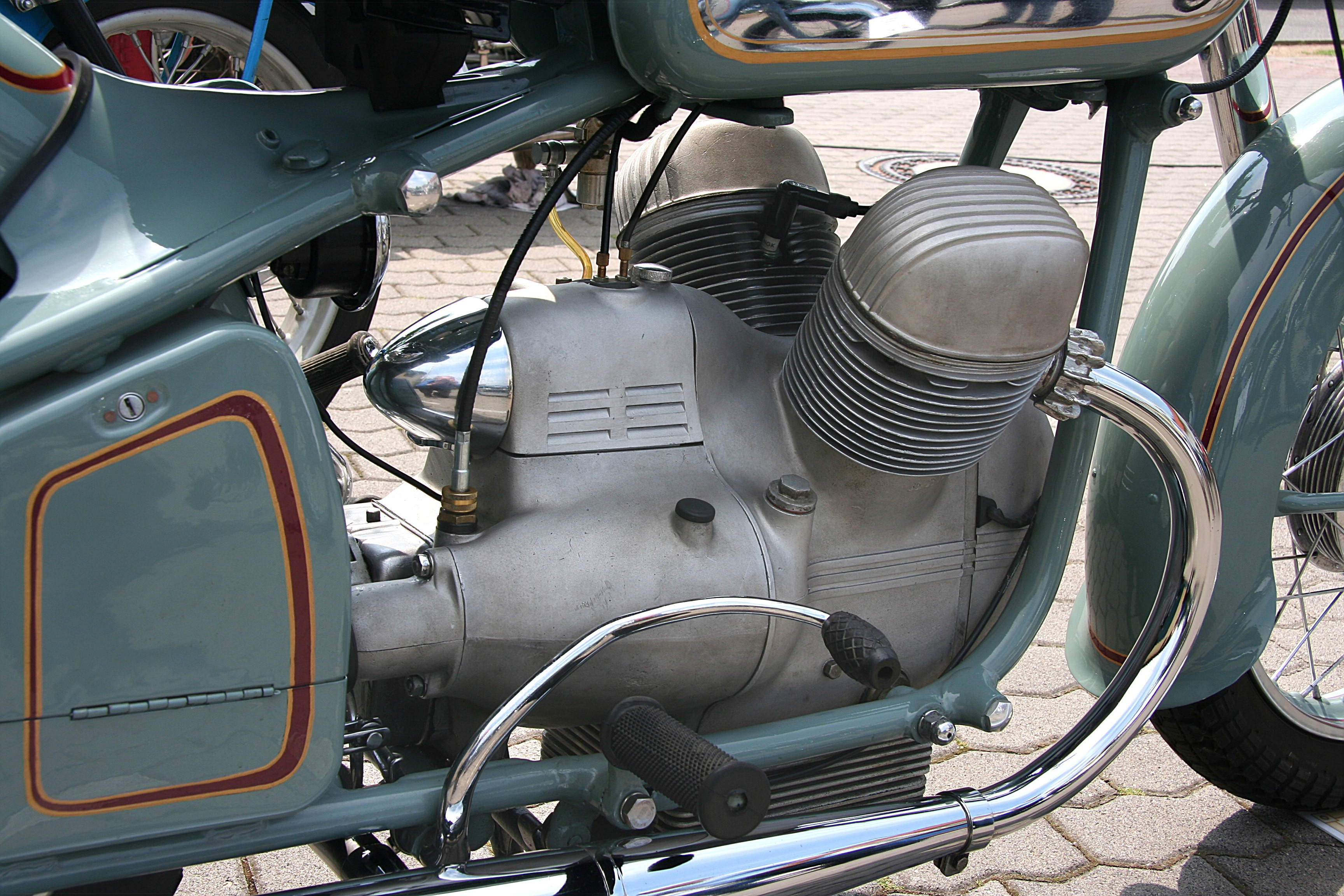
Victoria Bergmeister

Nel secondo dopoguerra l'intera famiglia Küchen si trova a Ingolstadt, dove Küchen nel 1946 acquista una baracca parzialmente diroccata con un garage annesso e un terreno annesso. Küchen oltre alla sede della officina meccanica per la produzione ricavò abitazioni per i dipendenti, fino ad arrivare nel 1947 ad occuparere 70 persone. Sotto il marchio Motomak Motoren- und Maschinenbau Küchen produsse alberi a gomito per l'automobili DKW. Contemporaneamente produssero presse per patate e pezzi meccanici di precisione. Inoltre aprì una rappresentanza della Volkswagen. Dal 1950 iniziò ancora a produrre motori, tra gli altri anche un monocilindrico con albero a gomito per Tornax, e un V2 per la Victoria V 35 Bergmeister e la bella motocicletta „Hoffmann Gouverneur“ con biciclindrico a quattro tempi tipo boxer e trasmissione cardanica così come un motore due tempi per il costruttore Baker & Pölling.
Nel 1964 la Motomak venne ceduta alla Schaeffler. Ancora pieno di iniziativa il sessantasettenne Küchen con al ditta Hammerstein costruì parafulmini fino alla morte.
Dal 1949 Küchen sviluppò un motore in lega leggera V8, impiegato dalla AFM Alex von Falckenhausen Motorenbau.

## Recensioni
Küchen fu noto per la progettazione dei motori, spesso con problemi o deficienze nel dimensionamento dei materiali. La sua opera più nota fu il Küchen-Motor, V8 da corsa in lega leggera, assieme a Hans Stuck sulla AFM-50-4-„Küchen“ tra il 1950 e il 1953, ma anche la distribuzione a catena, al posto di quella a ingranaggi con maggior elasticità.
Küchen pensò alla forma più che alla funzionalità. Così come si evince dalla „Victoria V 35 Bergmeister“ ove predilige le forme lisce del motore, collettori d'aria inutilmente lunghi e stretti, con potenze del motore ridotte e problemi di raffreddamento.
Un modo di dire dell'epoca diceva: „Küchens Konstruktionen kennen keine komplette Kühlung!“

## Fonti
Oldtimer Markt, 4/2009, S. 208–215